# Eppelheim
Eppelheim (ⓘ, mundartlich: Eppele) ist eine Stadt im Rhein-Neckar-Kreis. Sie liegt im Nordwesten Baden-Württembergs und im Einflussbereich des direkt benachbarten Oberzentrums Heidelberg. Sie gehört zur europäischen Metropolregion Rhein-Neckar.

## Geographie

### Lage und Nachbargemeinden
Die Gemeinde gehört zur Metropolregion Rhein-Neckar und liegt auf dem Neckarschwemmkegel in der Oberrheinischen Tiefebene, nur wenige Kilometer südwestlich der Erhebungen des Odenwaldes und direkt an der Bundesautobahn 5, welche Eppelheim vom Heidelberger Stadtteil Pfaffengrund trennt.
Das Stadtgebiet ist beinahe vollständig vom Stadtkreis Heidelberg umgeben, so grenzt Eppelheim an die Stadtteile Wieblingen im Norden, Pfaffengrund im Osten und Kirchheim im Süden. Im Westen liegt die zum Rhein-Neckar-Kreis gehörende Gemeinde Plankstadt.
Mit Mannheim liegt etwa 20 Kilometer nordwestlich ein weiteres Oberzentrum der Metropolregion Rhein-Neckar.

### Stadtgliederung
Zur Stadt Eppelheim gehört das Gehöft Birkighöfe.
Aus Orientierungsgründen werden verschiedene Stadtgebiete oftmals nach ihrer Lage, in Bezug zu der die Stadt von Ost nach West durchquerenden Landesstraße 543 (Hauptstraße und Schwetzinger Straße), mit den entsprechenden Himmelsrichtungen bezeichnet (so zum Beispiel Nordost-Eppelheim), eine genaue Abgrenzung existiert jedoch nicht.

## Geschichte
Archäologische Funde aus der Jungsteinzeit, der Bronzezeit, der Eisenzeit, der Römerzeit und des frühen Mittelalters legen nahe, dass das heutige Stadtgebiet schon früh von Menschen bewohnt wurde. Erstmals urkundlich erwähnt wurde Eppelheim im Jahre 770 im Zusammenhang mit einer Schenkung im Lorscher Codex unter dem Namen Ebbelenheim.

Eppelheim mit dem alten Ortskern in rot

Ab dem 11. Jahrhundert war Eppelheim ein typisches kleines Dorf in der Kurpfalz. Die Macht des Pfalzgrafen beinhaltete die Blutgerichtsbarkeit, die Wehrhoheit und das Steuerrecht (die sogenannten Zeichen der hohen Obrigkeit). Zuständig war das pfälzische Zentgericht zu Kirchheim. Die niedrige Obrigkeit war das Dorf selbst: hierzu gehörte das Ortsgericht, welches ein Siegel führte, aus dem 1895 das Gemeindewappen entwickelt wurde.
Die Einwohnerzahl blieb bis ins 18. Jahrhundert hinein stets unter 150. Ein Grund hierfür war, dass Eppelheim am 28. Januar 1689 während des Pfälzischen Erbfolgekrieges von französischen Truppen niedergebrannt wurde.

Bevölkerungsentwicklung Eppelheims

In der Folge wurde Eppelheim wieder aufgebaut und erlebte einen stetigen Bevölkerungszuwachs, im 20. Jahrhundert gar eine Bevölkerungsexplosion. So stieg die Bevölkerung von 2.644 Einwohnern im Jahre 1905 auf 13.904 Einwohner im Jahre 1997.
1803 wurde Eppelheim badisch.
Im Rahmen einer Kreis- und Gemeindegebietsreform löste am 1. Januar 1973 der Rhein-Neckar-Kreis den Landkreis Heidelberg ab. Eppelheim sollte als Folge ebenso wie die selbständige Gemeinde Ziegelhausen ein Stadtteil von Heidelberg werden, wogegen sich die Einwohner vehement und letztlich erfolgreich wehrten. Zur Verhinderung der Eingemeindung haben auch die gute Infrastruktur und die gute wirtschaftliche Lage der Gemeinde beigetragen.
1998 wurde Eppelheim vom Land Baden-Württemberg zur Stadt erhoben.
2007 fand der Vorschlag des Bürgermeisters Mörlein überregionale Beachtung, die neu erhobenen Studiengebühren von den Studierenden zu übernehmen, wenn sie eine gemeinnützige Arbeit im Umfang von 60 Stunden pro Semester annehmen.

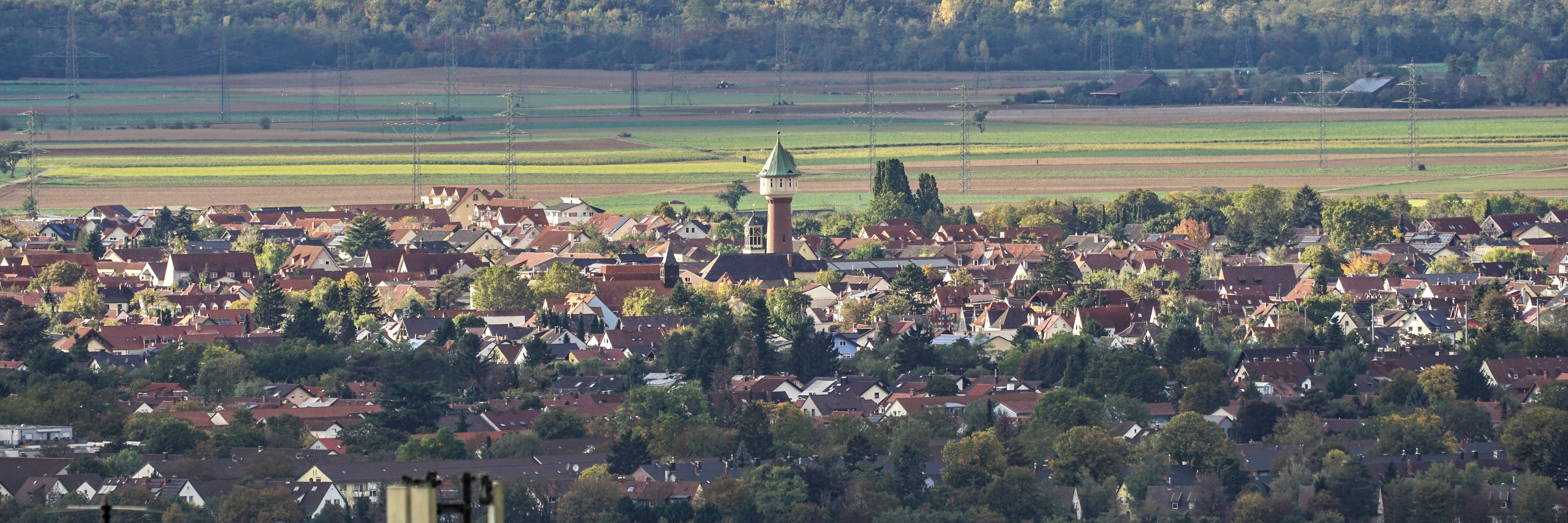
Eppelheim mit dem Wasserturm aus östlicher Richtung von Heidelberg betrachtet. Links vom Wasserturm ist die Pauluskirche und links von ihr die Josephskirche zu sehen.

### Einwohnerentwicklung
| Jahr      | 1439   | 1577   | 1692   | 1727   | 1785   | 1802   | 1905   | 1933  | 1939  | 1960  | 1970   |
| --------- | ------ | ------ | ------ | ------ | ------ | ------ | ------ | ----- | ----- | ----- | ------ |
| Einwohner | 55     | 100    | 63     | 127    | 434    | 502    | 2.644  | 4.062 | 4.141 | 7.330 | 11.731 |
|           |        |        |        |        |        |        |        |       |       |       |        |
| Jahr      | 1991   | 1995   | 2000   | 2005   | 2010   | 2015   | 2020   |       |       |       |        |
| Einwohner | 13.605 | 13.360 | 13.927 | 14.461 | 15.014 | 15.177 | 15.276 |       |       |       |        |

### Wappen
Die Blasonierung des Wappens lautet: In Rot ein blauer Reichsapfel mit goldenem Beschlag und goldenem Kleeblattkreuz.
Es wurde 1900 angenommen und geht zurück auf ein Gerichtssiegel von 1699, auf dem das Fleckenzeichen von Eppelheim dargestellt wurde. Möglicherweise verweist es auf die volksetymologische Deutung des Ortsnamens von „Eppel“ bzw. „Äpfel“. Unwahrscheinlich ist ein Zusammenhang mit dem Herzschild der Kurpfalz, in dem der Reichsapfel auf die Kurwürde der Pfalzgrafen bei Rhein verwies. Die Flagge ist Gelb-Rot und wurde 1959 vom Innenministerium verliehen.

### Religionen

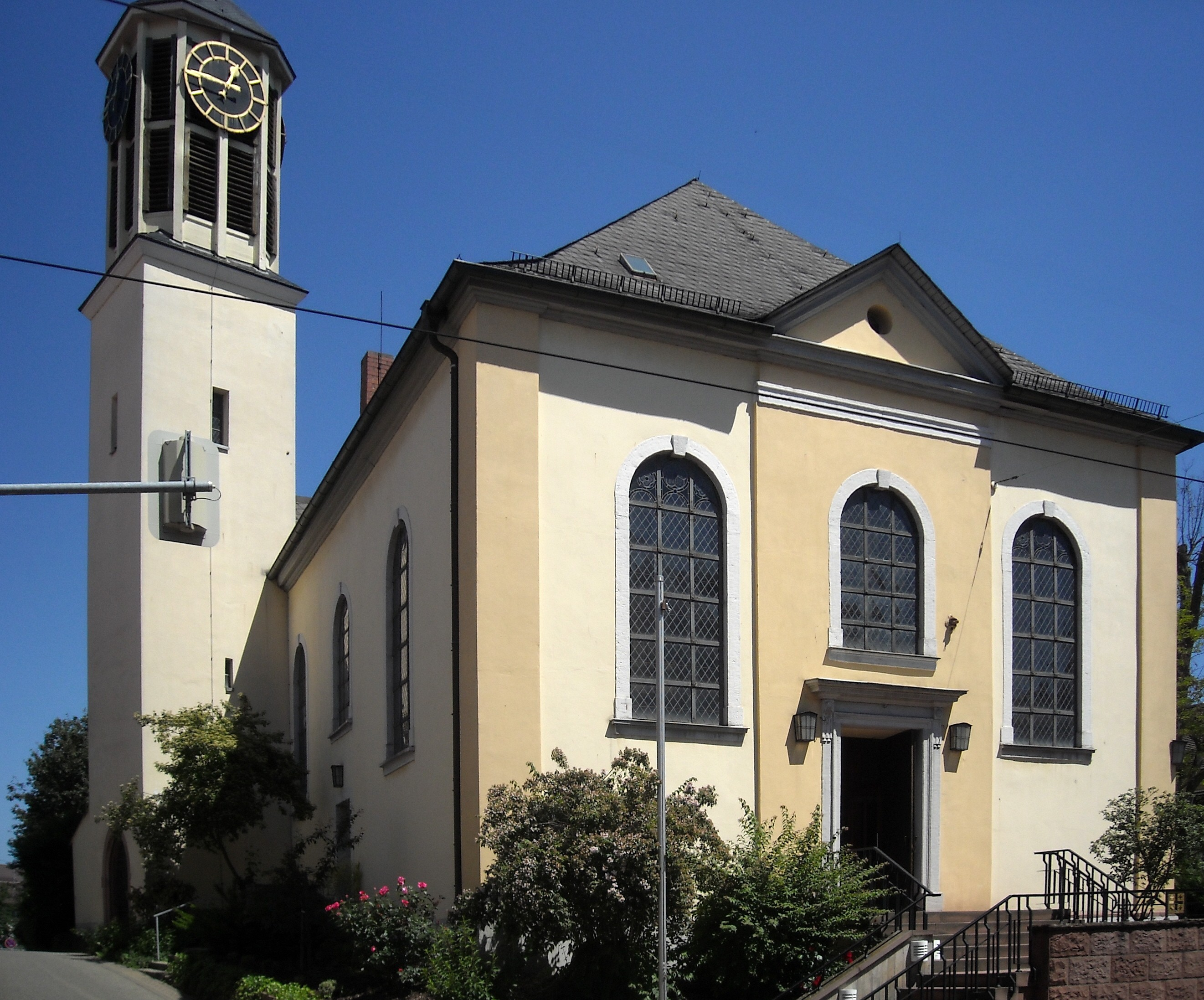
Pauluskirche

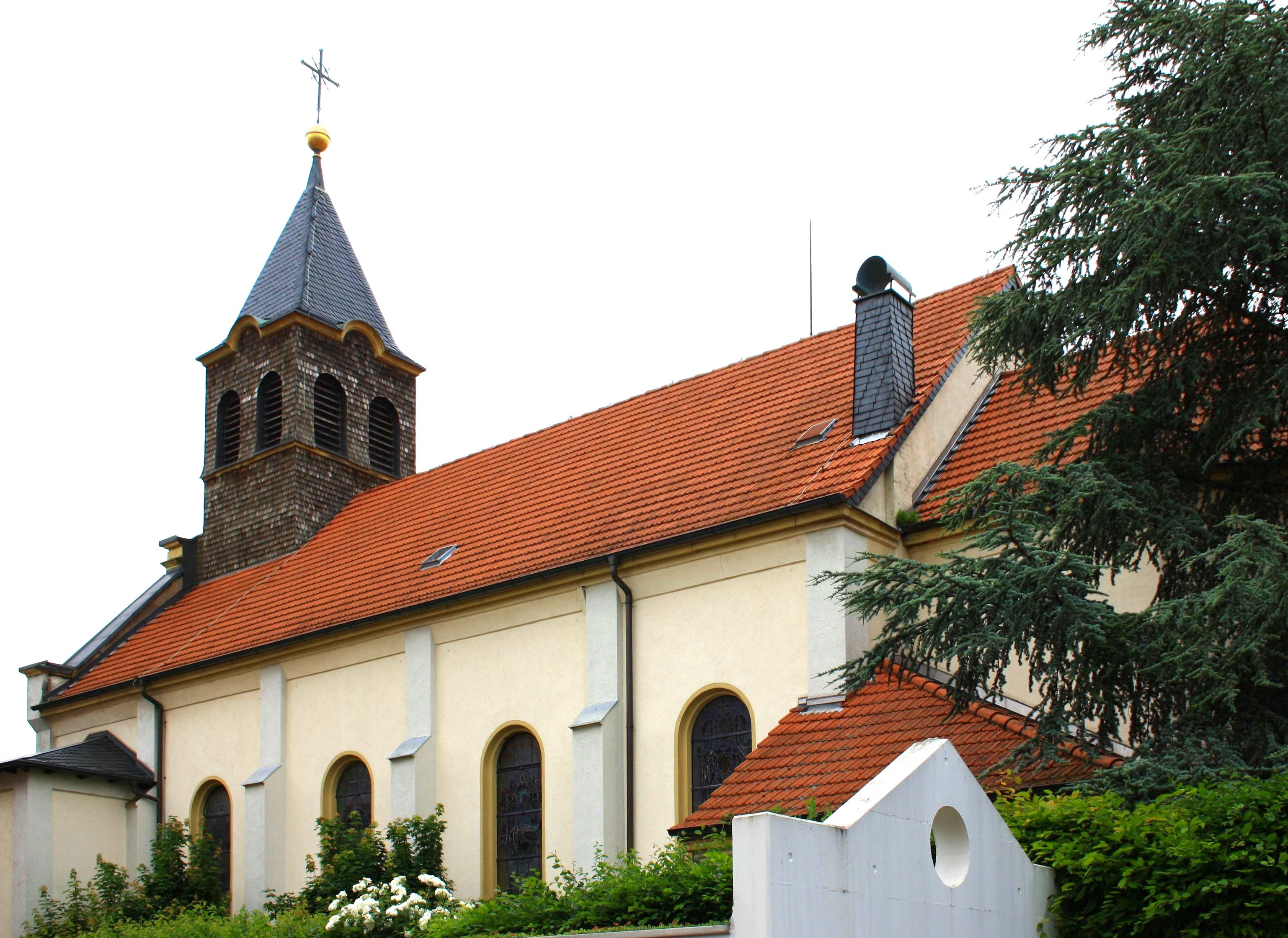
Josephskirche

Wie in der ganzen Kurpfalz wurde auch in Eppelheim von Kurfürst Ottheinrich die Reformation eingeführt und Eppelheim somit protestantisch. Die am 22. März 1812 eingeweihte Eppelheimer Pauluskirche in der Hauptstraße gehört heute zum Kirchenbezirk Südliche Kurpfalz der Evangelischen Landeskirche in Baden. Der älteste Teil der heutigen Kirche, das Portal des Turms stammt aus der zweiten Hälfte des 15. Jahrhunderts. In der Kirche befindet sich das von Harry MacLean 1953 geschaffene Michaelsfenster sowie „Jesus, der gute Hirte“ und „Ausgießung des Heiligen Geistes“. Die beiden Bilder „Die Schöpfung“ und „Speisung in der Wüste“ für das neue Gemeindehaus wurden im September 1993, nur wenige Monate vor seinem Tod, übergeben. Die Originalentwürfe dieser Arbeiten erhielt die evangelische Kirchengemeinde als Dauerleihgabe.
1876 bekamen aber auch die Katholiken wieder ein Gotteshaus, die Josephskirche. Diese wird heute nur noch gelegentlich genutzt, da die Hauptkirche der katholischen Gemeinde St. Joseph die Christkönigkirche in der Rudolf-Wild-Straße ist. Seit 2006 bildet die zum Erzbistum Freiburg gehörende Gemeinde mit den Gemeinden St. Marien im Pfaffengrund und St. Bartholomäus in Wieblingen die Seelsorgeeinheit Christophorus (ehemals Heidelberg-West) im Dekanat Heidelberg-Weinheim.
Nach dem Zweiten Weltkrieg war für den Ort und die beiden Kirchengemeinden ein Meilenstein die Glockenweihe im Jahr 1948 durch die Pfarrer Gottlob Hees und Josef Ott. Hinsichtlich des Klangs der Glocken hatten sich die beiden Kirchengemeinden abgestimmt.

### Konfessionsstatistik
In der Gesamtbevölkerung bildeten 2006/2007 die Protestanten mit 5187 Bürgern noch die Mehrheit, während 4537 katholisch waren und 4412 sonstigen Religionen angehörten oder konfessionslos waren. Während die Einwohnerzahl Eppelheims insgesamt in den vergangenen Jahren zugenommen hat, ist die Anzahl der Evangelischen rückläufig. Auch die Zahl der Katholiken ist gesunken. Laut der Volkszählung 2011 waren 33,5 % (4941) der Einwohner evangelisch, 28,7 % (4225) römisch-katholisch und 37,8 % (5565) waren konfessionslos, gehörten einer anderen Glaubensgemeinschaft an oder machten keine Angabe. In Eppelheim sank die Zahl der katholischen Mitglieder von 3990 im Jahr 2018 auf 3618 (23,7 % der Gesamtbevölkerung) im Jahr 2021. Bei der evangelischen Kirchengemeinde nahmen die Mitgliederzahlen mit 4105 im Jahr 2021 (26,7 % der Gesamtbevölkerung) – statt zuvor 4114 im Jahr 2020 – kaum ab. 49,6 % waren konfessionslos, gehörten einer anderen Glaubensgemeinschaft an oder machten keine Angabe.

## Politik

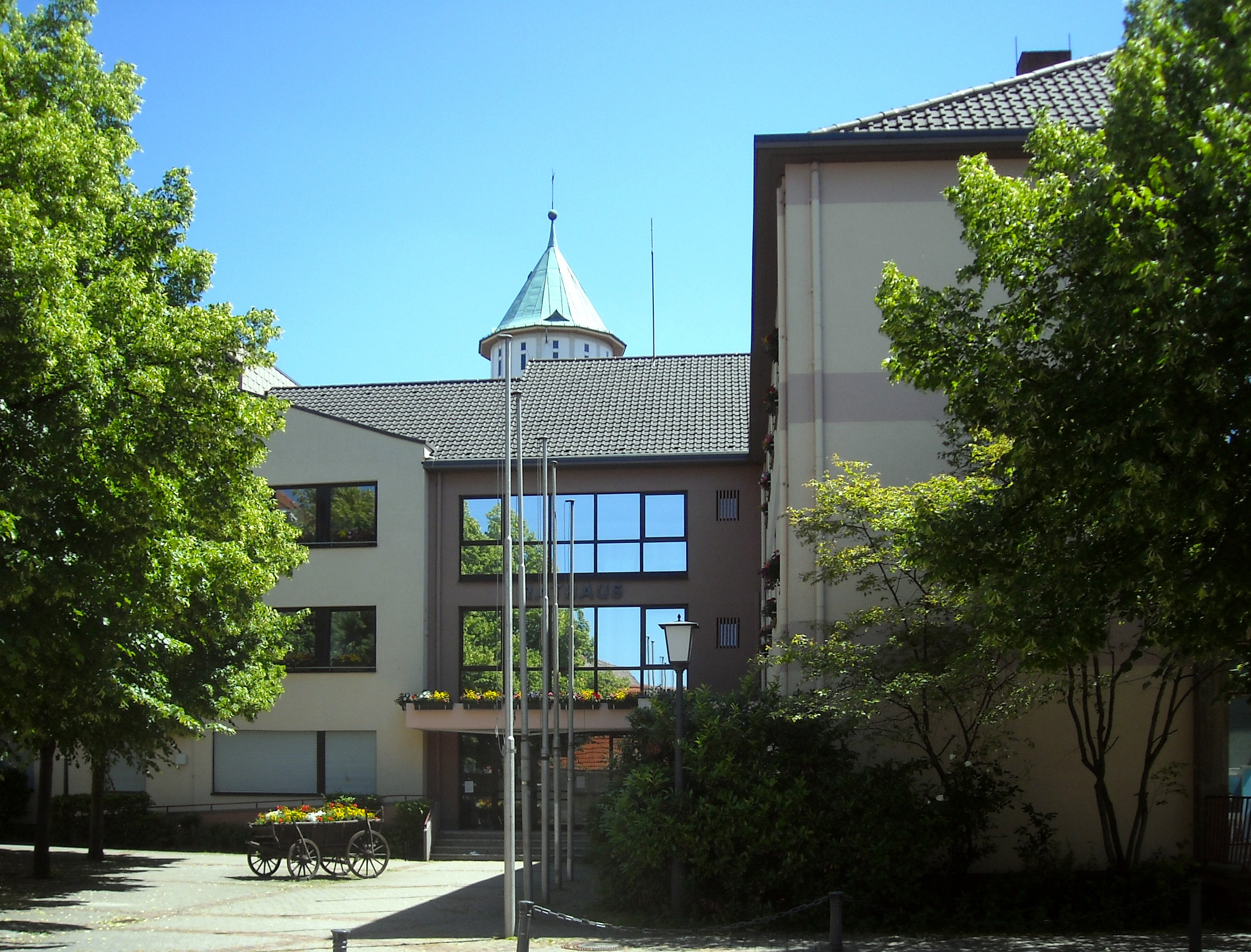
Rathaus, erbaut 1959

### Gemeinderat
Der Gemeinderat der Stadt Eppelheim besteht aus dem Bürgermeister als Vorsitzendem und 22 Mitgliedern; der Bürgermeister ist stimmberechtigt.
Die Kommunalwahl 2024 führte zu folgendem Ergebnis (in Klammern: Unterschied zu 2019):
| Gemeinderatswahl 2024          |               |        |
| Partei                         | Stimmenanteil | Sitze  |
| Grüne                          | 27,1 % (−4,0) | 6 (−1) |
| CDU                            | 26,7 % (+0,7) | 6 (±0) |
| SPD                            | 19,2 % (−2,5) | 4 (−1) |
| Eppelheimer Liste              | 16,4 % (+1,7) | 4 (+1) |
| FDP                            | 5,5 % (−0,9)  | 1 (±0) |
| Die Linke                      | 5,1 % (+5,1)  | 1 (+1) |
| Wahlbeteiligung: 59,8 % (+0,5) |               |        |

### Bürgermeister

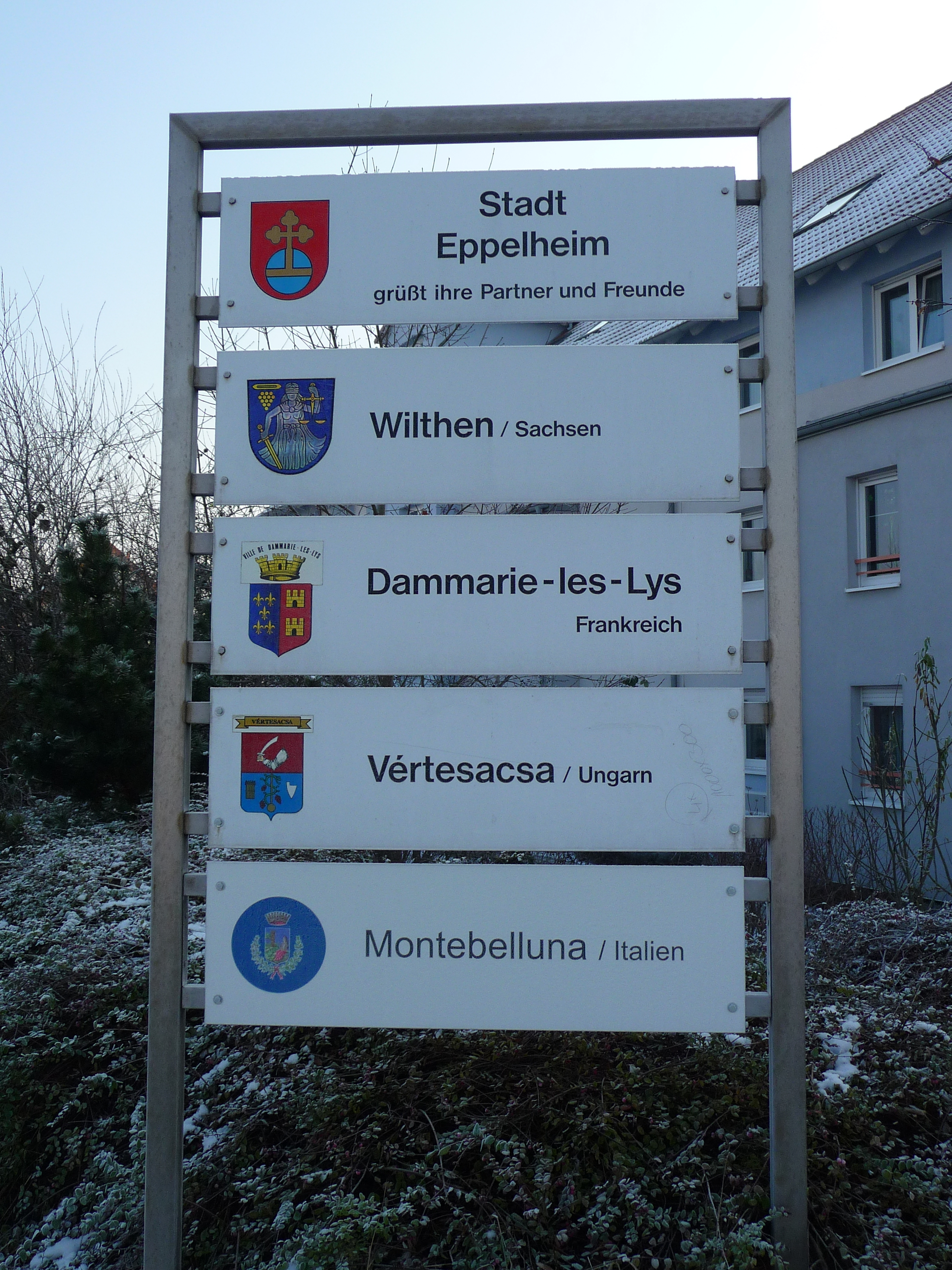
Hinweisschild am nördlichen Ortseingang

- 1919–1933: Andreas Jäger
- 1933–1934: Philipp Martin
- 1934–1941: Oskar Max Paul Hübner
- 1941–1945: Philipp Jakob Stephan
- 1945–1954: Andreas Jäger
- 1954–1978: Peter Böhm
- 1978–1994: Hugo Giese
- 1994–2017: Dieter Mörlein
- 2017–2025: Patricia Rebmann[12]
- 2025–    : Matthias Kutsch[13]

### Städtepartnerschaften
Eppelheim unterhält seit 1989 eine Städtepartnerschaft mit Wilthen in der Lausitz (Sachsen) und seit 3. Oktober 1996 mit Dammarie-les-Lys in Frankreich.
Freundschaftliche Kontakte bestehen zu Vértesacsa in Ungarn und Montebelluna in Italien.

### Nachbarschaftsverband
Eppelheim gehört zum Nachbarschaftsverband Heidelberg-Mannheim, dessen Aufgabe es ist, den regionalen Flächennutzungsplan zu erstellen.

## Sehenswürdigkeiten und Kultur

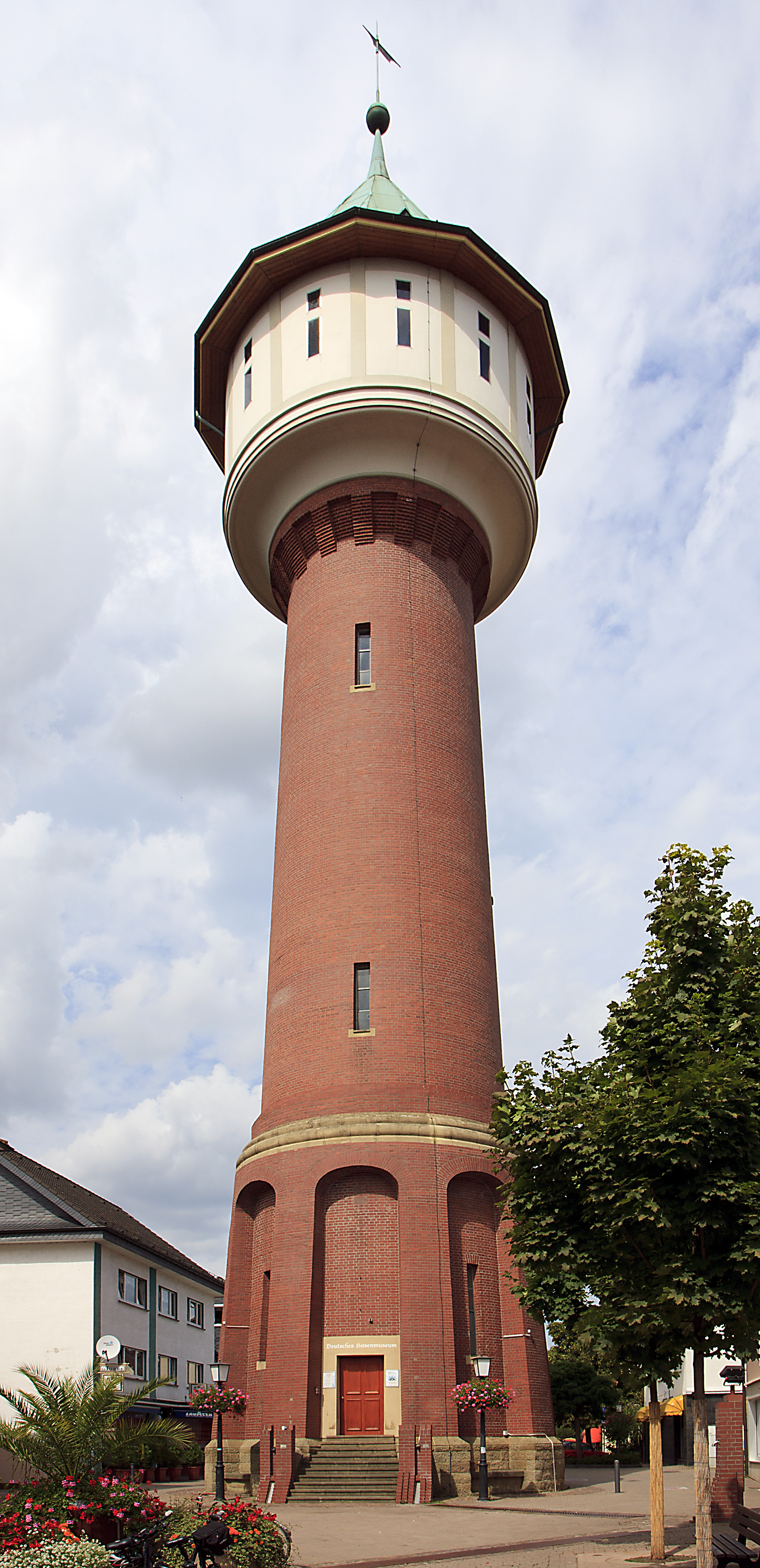
Wasserturm

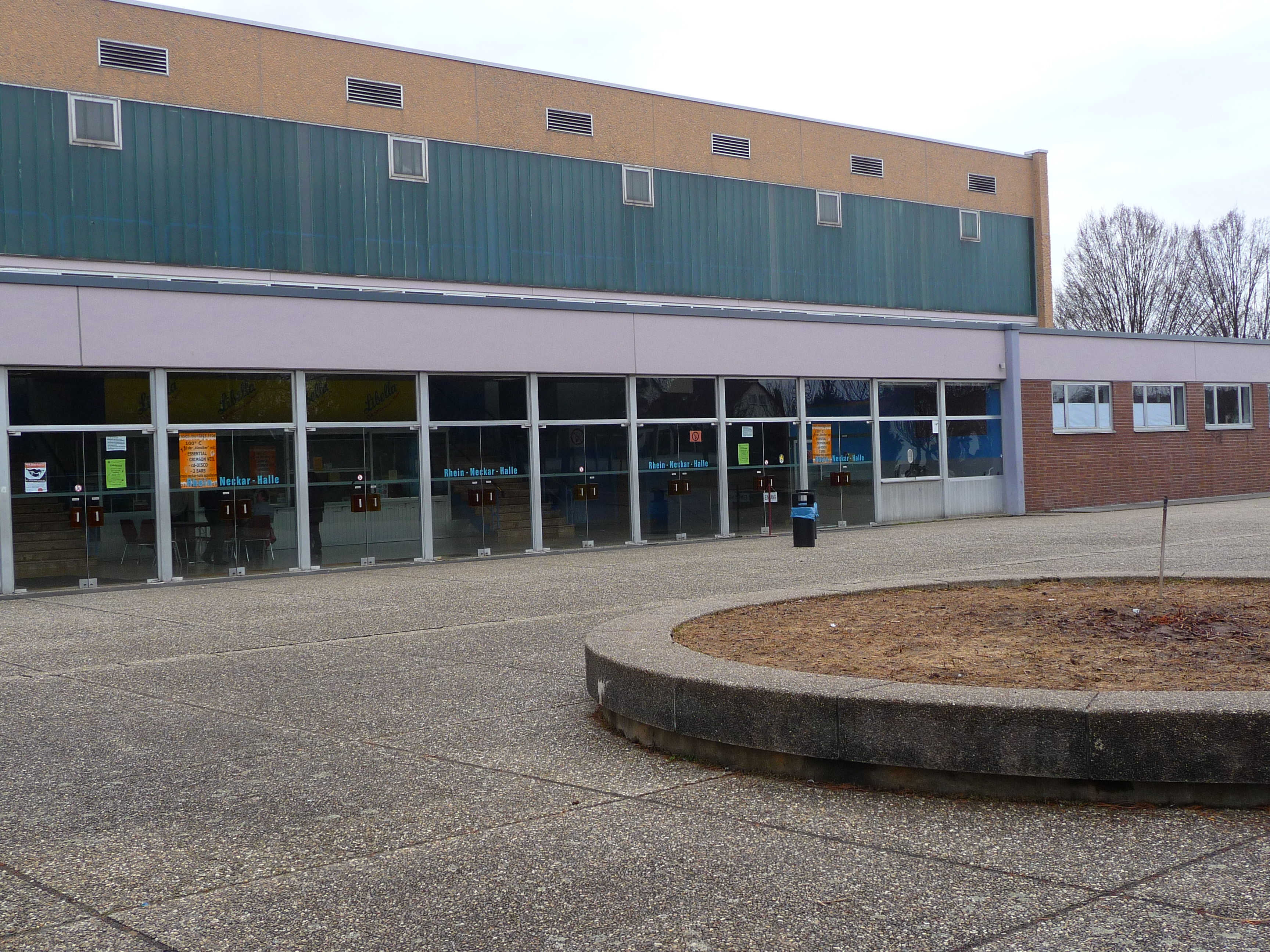
Rhein-Neckar-Halle

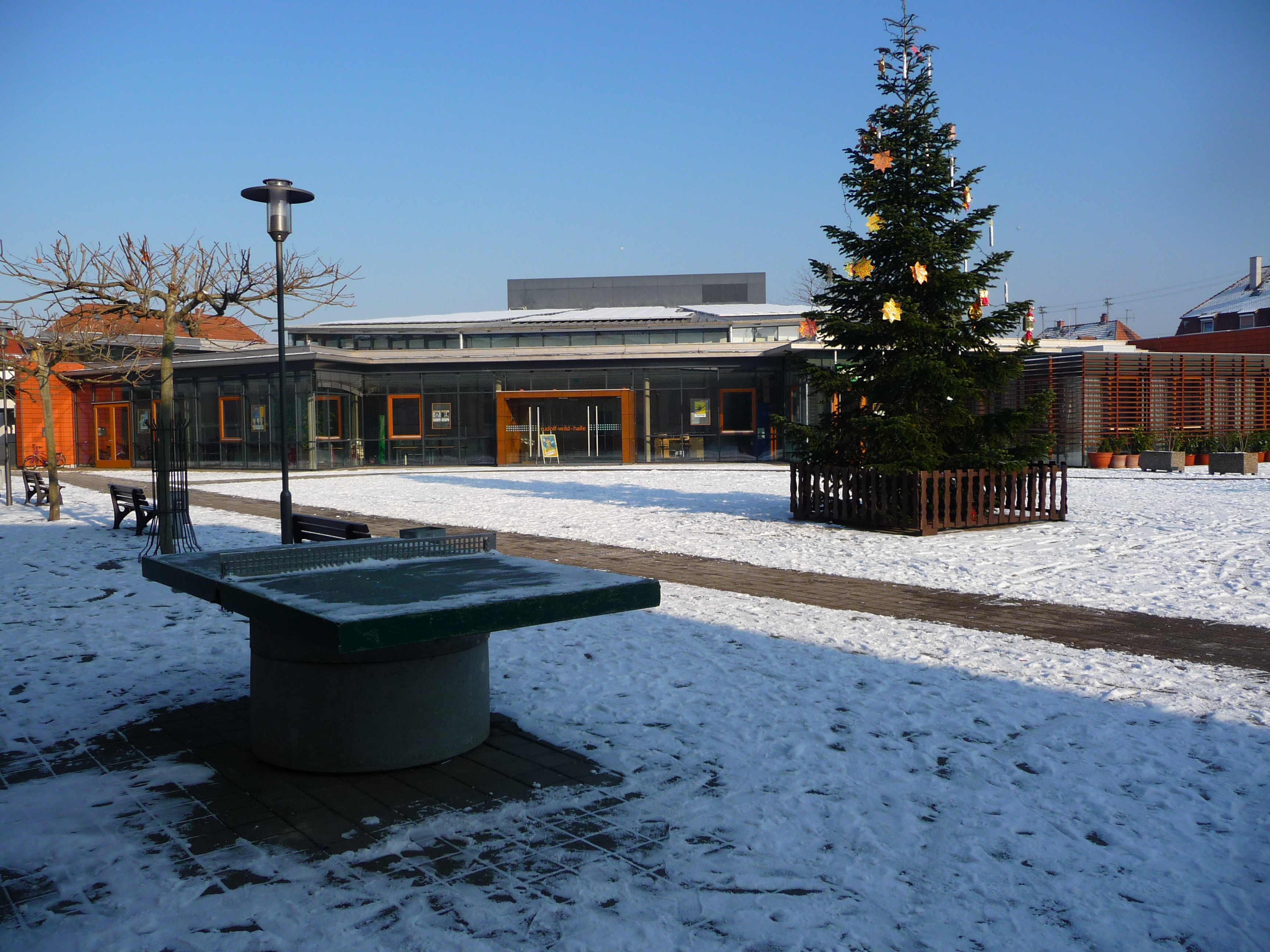
Rudolf-Wild-Halle

### Wasserturm
Der Eppelheimer Wasserturm wurde 1907 fertiggestellt und ist mit seiner Höhe von 47,6 Metern (einschließlich der Spitze) und dem 220 Kubikmeter fassenden Sammelbehälter auch zu Beginn des 21. Jahrhunderts das Wahrzeichen der Stadt. Von 1902 bis 1905 wurde zudem die Kanalisation aus- und das Wasserwerk mit Pumpstation (heute: Jugendtreff Altes Wasserwerk) gebaut und damit die Brunnenwasserversorgung abgelöst.
Der Wasserturm wurde am 27. April 1983 stillgelegt und vom 31. August 1993 bis 31. März 1994 rechtzeitig vor dem 100. Jubiläum renoviert. Seit 2009 befindet sich im Turm das von Josef Walch gestiftete Deutsche Hasenmuseum.
Im Mai 2014 schlug der amtierende Bürgermeister Dieter Mörlein der bayrischen Staatskanzlei in einem Schreiben vor, den wegen Steuerbetrug verurteilten Uli Hoeneß (ehemaliger Präsident FC Bayern München) von seiner Gefängnisstrafe zu entbinden und stattdessen für die Haftdauer im Eppelheimer Wasserturm unterzubringen.

### Rhein-Neckar-Halle
Die Rhein-Neckar-Halle wurde 1970 als Großsporthalle erbaut. Sie ist aufteilbar in drei Hallen, mit zusätzlich vier Kegelbahnen und einem Body-Building-Raum im Untergeschoss und Räumen für eine Gaststätte. In der Rhein-Neckar-Halle spielten internationale Größen wie Bob Marley 1977 oder Deep Purple 1974/1987/1996 Konzerte. Im Januar 2024 begannen die Abrissarbeiten an der Halle.

### Eppelheimer Feldkreuz
Auf dem Allmendgartenbuckel wurde 1984 das Eppelheimer Feldkreuz in Form eines Knospenkreuzes errichtet, gestiftet von Günther und Kurt Fath sowie Linus Wiegand. Seit 1984 werden an dieser Stelle ökumenische Gottesdienste an „Christi Himmelfahrt“ abgehalten.

### Vehikelsammlung Eppelheim
Bert Grimmer sammelt seit 1976 Klein- und Kleinstwagen, Motorroller und Motorrollstühle. Seit etwa 1997 ist seine Vehikelsammlung Eppelheim der Öffentlichkeit zugänglich. Sie umfasst Raritäten wie Grewe & Schulte-Derne und P. Vallée, Brütsch Mopetta und Hurst.

### Plätze und Gärten
Größere Grün- oder am Ende parkähnliche Anlagen sucht man in Eppelheim vergeblich. Allerdings gibt es neben der Kunstmeile im Konrad-Adenauer-Ring einige kleinere Plätze und Gärten:
- Hugo-Giese-Platz
- Gottlob-Hees-Platz
- Jakob-Neu-Garten
- Günther-Rühle-Platz
- Leonie-Wild-Platz

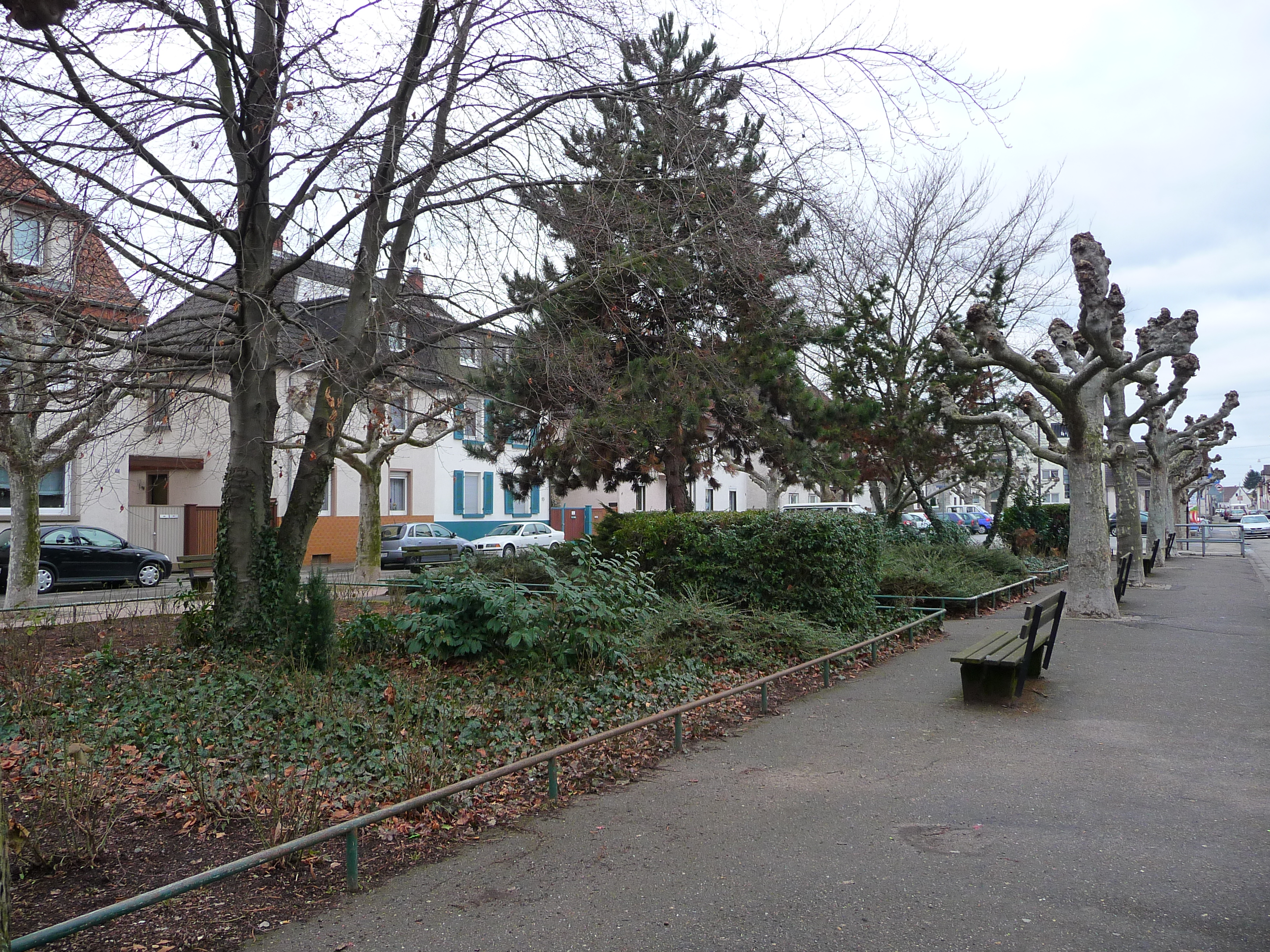
Hugo-Giese-Platz (ehemals Marktplatz)
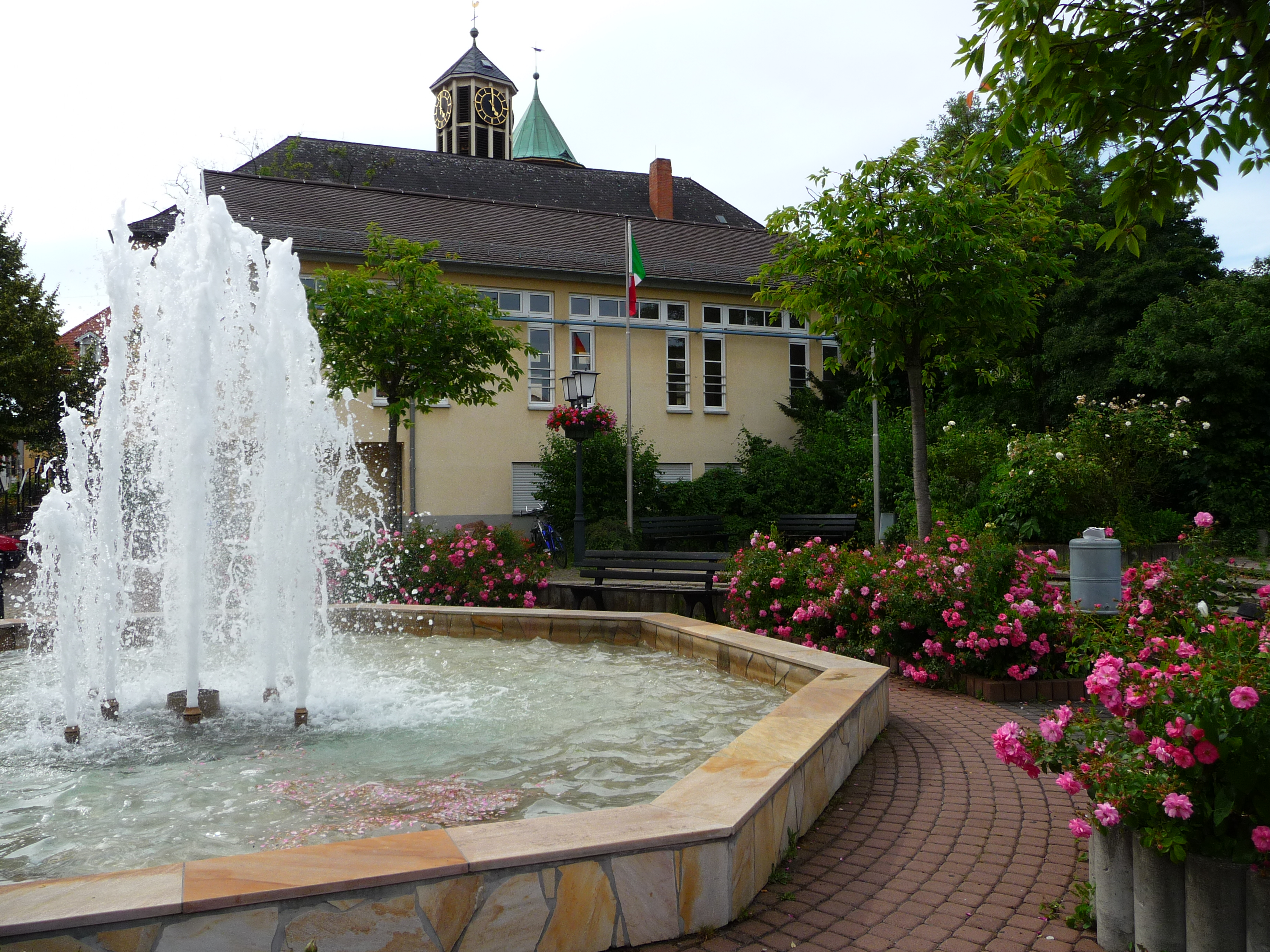
Gottlob-Hees-Platz
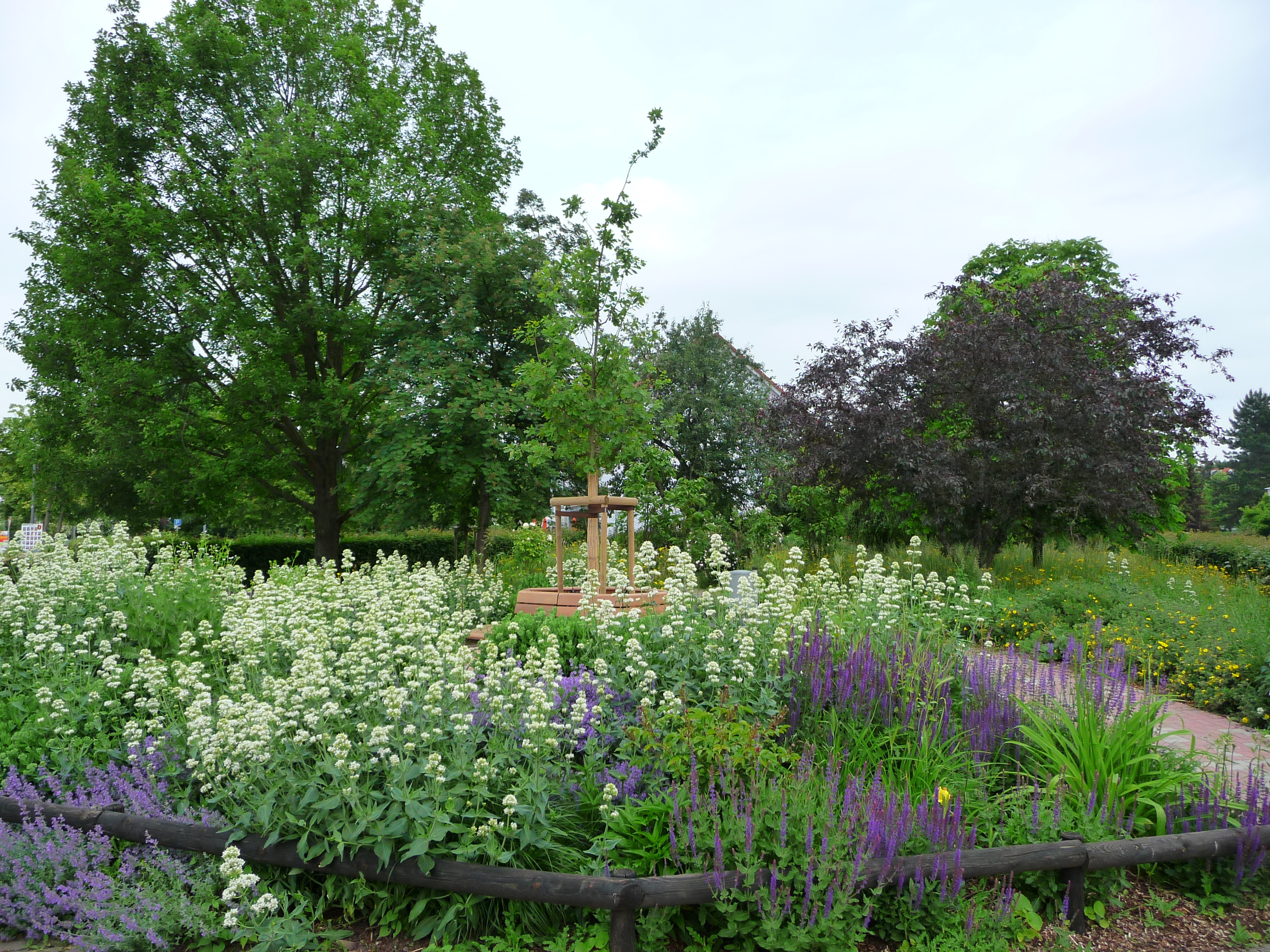
Jakob-Neu-Garten
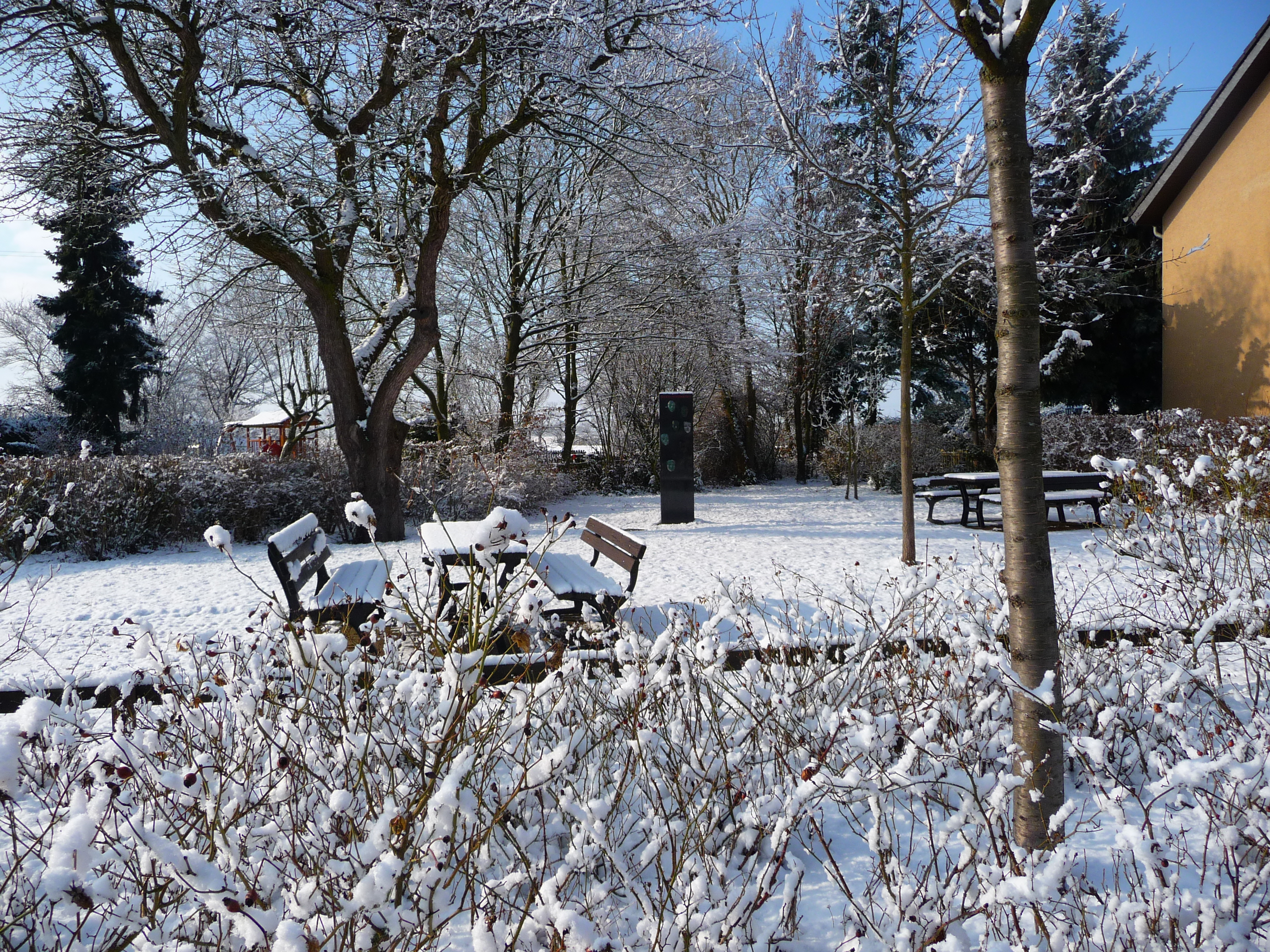
Günter-Rühle-Platz
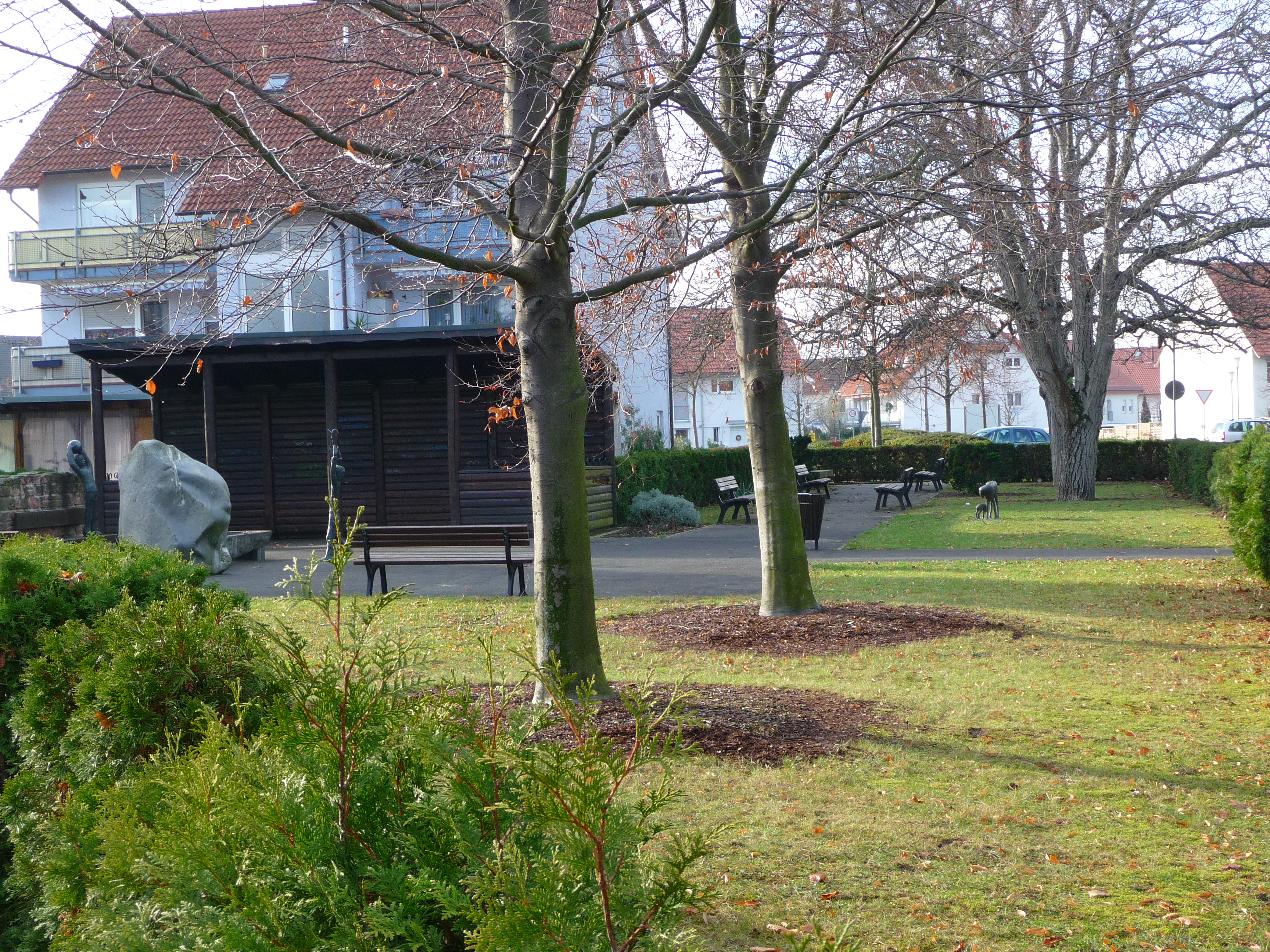
Leonie-Wild-Platz

### Vereine
Der älteste Eppelheimer Verein ist der Gesangverein Eintracht mit seinem Gründungsdatum 1844.
Ebenfalls auf eine lange Tradition können neben der Freiwilligen Feuerwehr mit Spielmannszug der Konzertverein sowie der Zitherverein von 1924 zurückblicken.
Der Obst- und Gartenbauverein wurde 1884 auf Initiative des Eppelheimer Lehrers und späterem Ehrenbürger Jakob Neu gegründet. Zu seinem Gedenken wurde anlässlich des hundertjährigen Vereinsbestehens 1984 der Jakob-Neu-Garten angelegt (Ecke Grenzhöfer Straße / Bürgermeister-Jäger-Straße).

### Sport
Der Turnverein 1888 Eppelheim wurde vom späteren Ehrenbürger Jakob Neu gegründet, 1908 wurde die Fahne, welche seit 1945 verschwunden ist, geweiht. Später erfolgte die Spaltung in den noch heute bestehenden Turnverein Eppelheim 1927 (TVE) und den Allgemeinen Sportverein 1888 Eppelheim e. V (ASV).
1910 wurde der Schützenverein gegründet.
Der DSKC Eppelheim bei den Damen und der VKC Eppelheim bei den Herren waren mehrfach deutscher Mannschaftsmeister im Kegeln.
Dieter Zieher, Theo Holzmann und Richard Pelikan wurden Europapokalsieger und Weltmeister im Kegeln und erhielten die höchste deutsche Sportauszeichnung, das Silberne Lorbeerblatt. Des Weiteren gibt es noch den DJK Eppelheim, dessen Fußballabteilung in einer Spielgemeinschaft (SG) mit der Fußballabteilung des ASV als SG ASV/DJK Eppelheim in der Landesliga Rhein-Neckar antritt. Der Eishockey-Club EC Eisbären Eppelheim spielt seit der Saison 1996 durchgehend in der viertklassigen Regionalliga Süd-West. Für schwimmbegeisterte Menschen bietet Eppelheim mit dem städtischen Gisela-Mierke-Bad und dem SG Poseidon (Schwimmverein) auch eine Alternative an.

### Regelmäßige Veranstaltungen
- März: Mineralienbörse der Vereinigung der Freunde der Mineralogie und Geologie e. V. (VFMG)
- April: Sommertagszug
- 2. Wochenende im Juli: Stadtfest mit Heuwagenrennen
- 1. Wochenende im Oktober: Kerwe mit Straßenfest und Hobbymalerausstellung
- 11. November: Martinsumzug
- 1. Wochenende im Dezember: Eppelheimer Weihnachtsdorf

## Kindergärten und Schulen
In Eppelheim gibt es verschiedene Kindergärten in kommunaler, kirchlicher und privater Trägerschaft, im Einzelnen:
- kommunaler Kindergarten mit Kinderkrippe Villa Kunterbunt
- Kindergarten Justus-von-Liebig-Straße in Trägerschaft des Postillion e. V.
- evangelische Kindergärten: Sonnenblume (inklusive Kinderkrippe), Scheffelstraße, Friedrich Fröbel (inklusive Kinderkrippe)
- katholische Kindergärten: St. Elisabeth und St. Luitgard (inklusive Kinderkrippe)

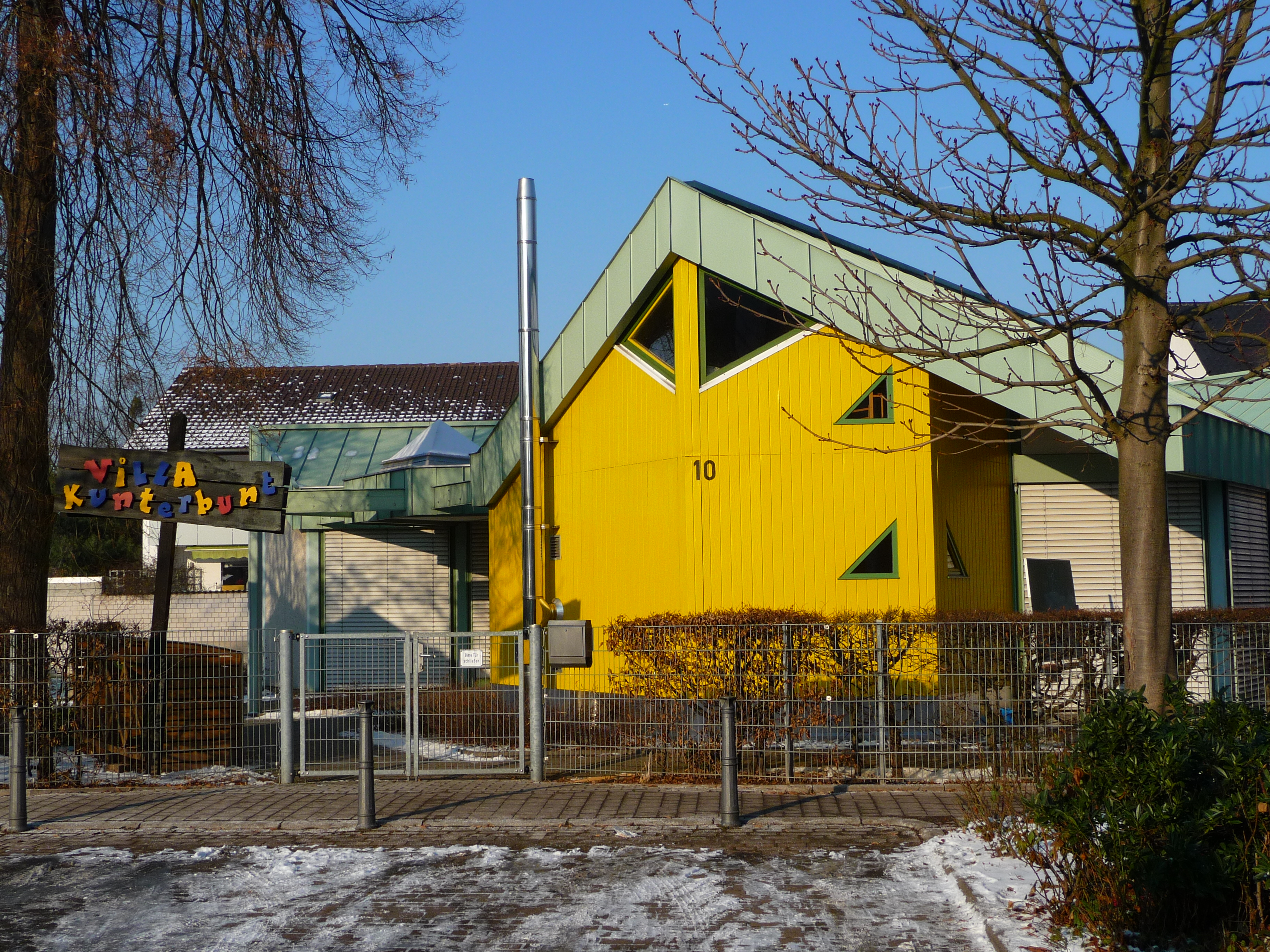
Villa Kunterbunt (altes Gebäude)
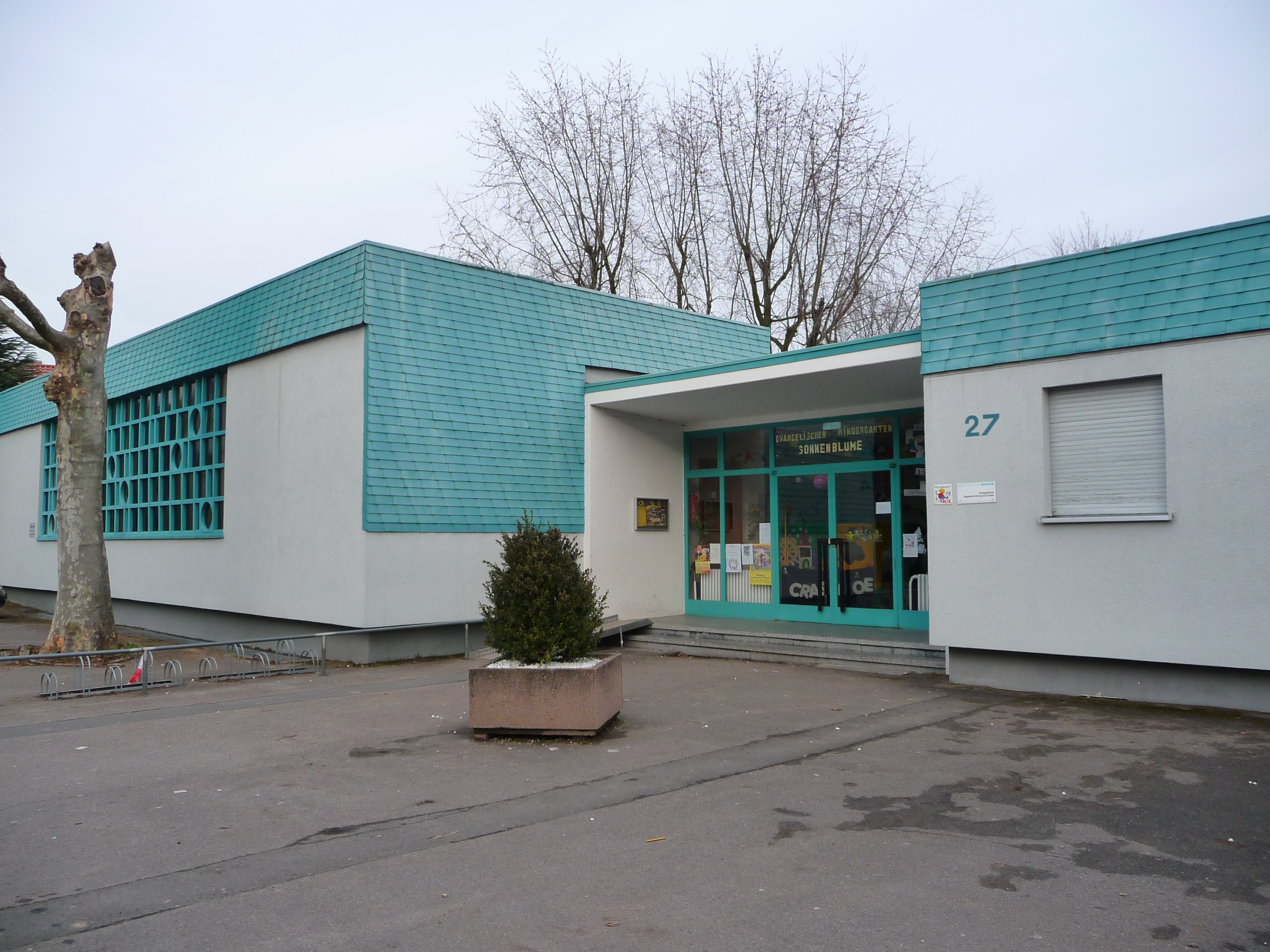
Evangelischer Kindergarten mit Kinderkrippe Sonnenblume (altes Gebäude)
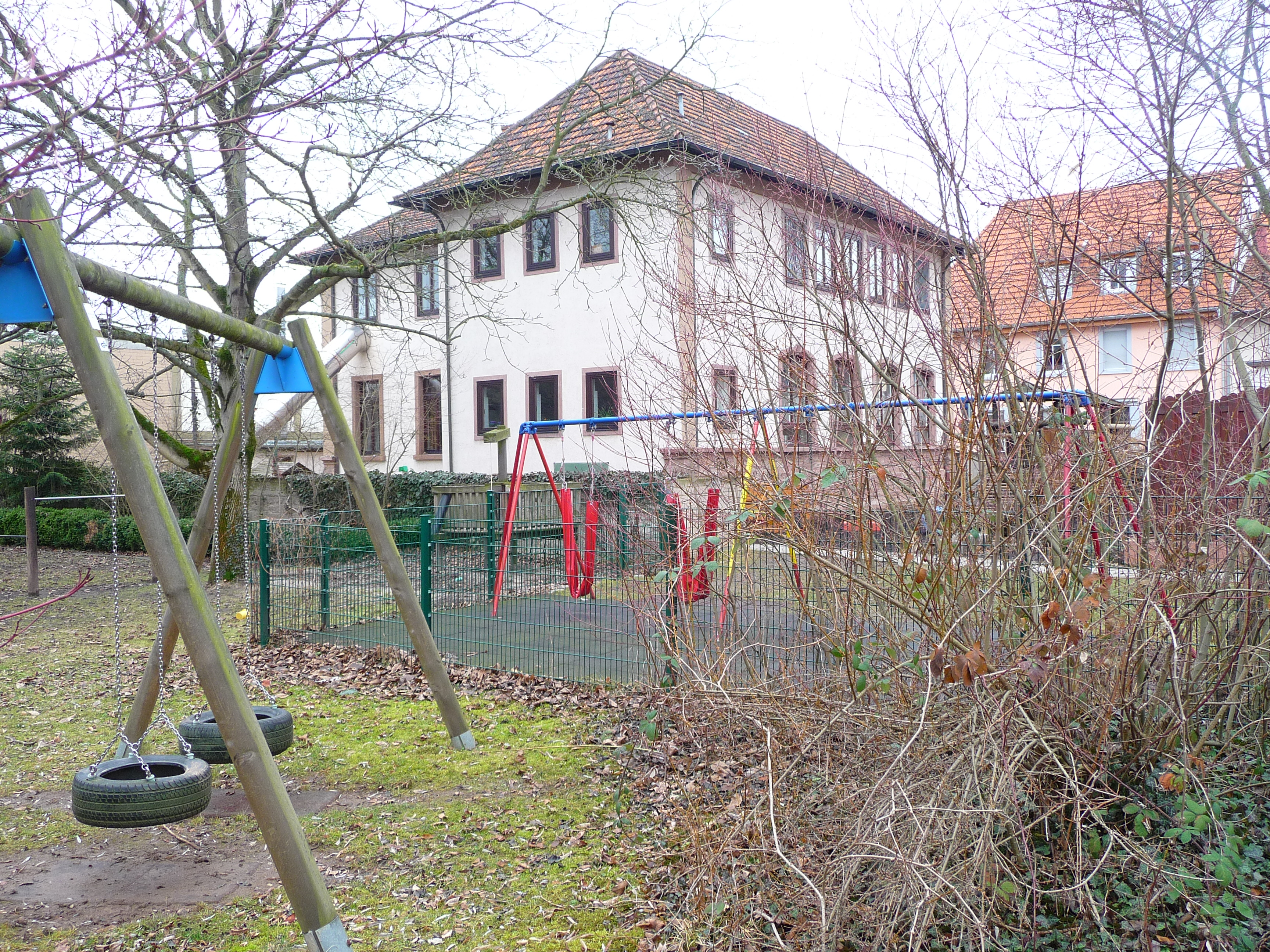
Evangelischer Kindergarten Scheffelstraße (100-jähriges Bestehen im Jahr 2000)
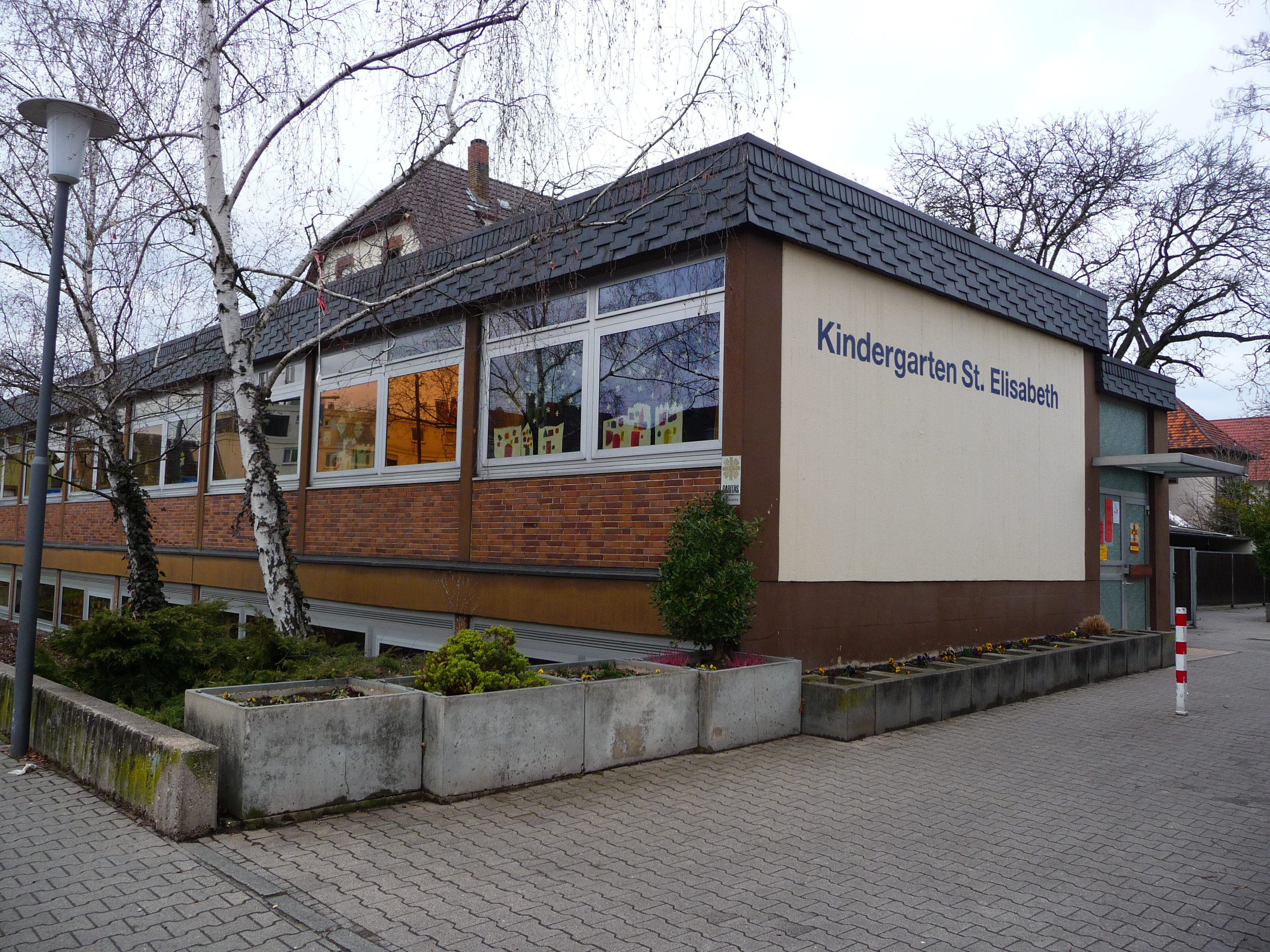
Katholischer Kindergarten St. Elisabeth (100. Jubiläum im Jahr 2006)
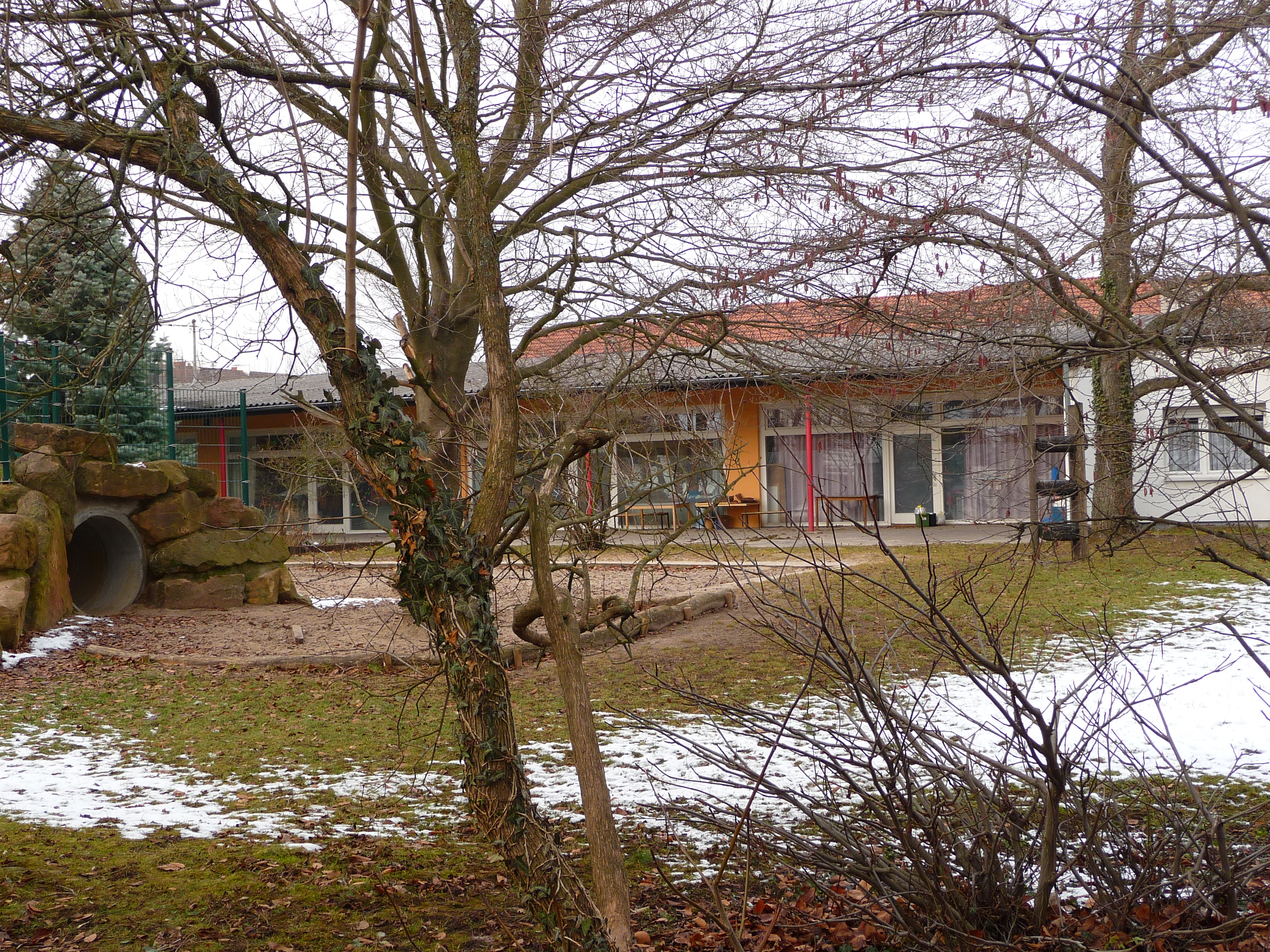
Katholischer Kindergarten St. Luitgard (altes Gebäude)

In der Schulstadt Eppelheim können folgende Schulen besucht werden:
- Theodor-Heuss-Grundschule
- Friedrich-Ebert-Schule | Gemeinschaftsschule
- Humboldt-Realschule
- Dietrich-Bonhoeffer-Gymnasium, gegründet 1975 (erstes Abitur am 23. Juni 1984)

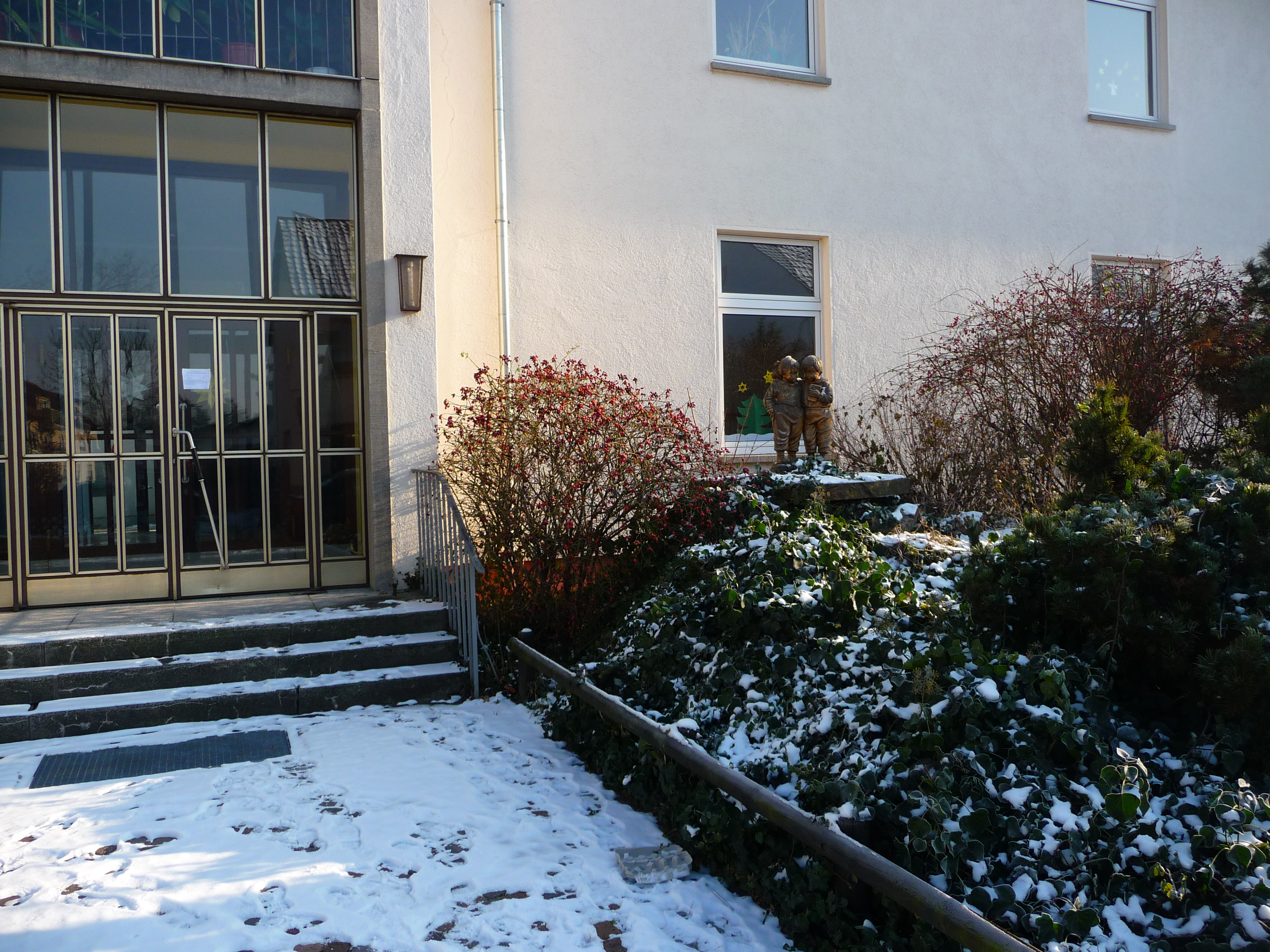
Theodor-Heuss-Schule
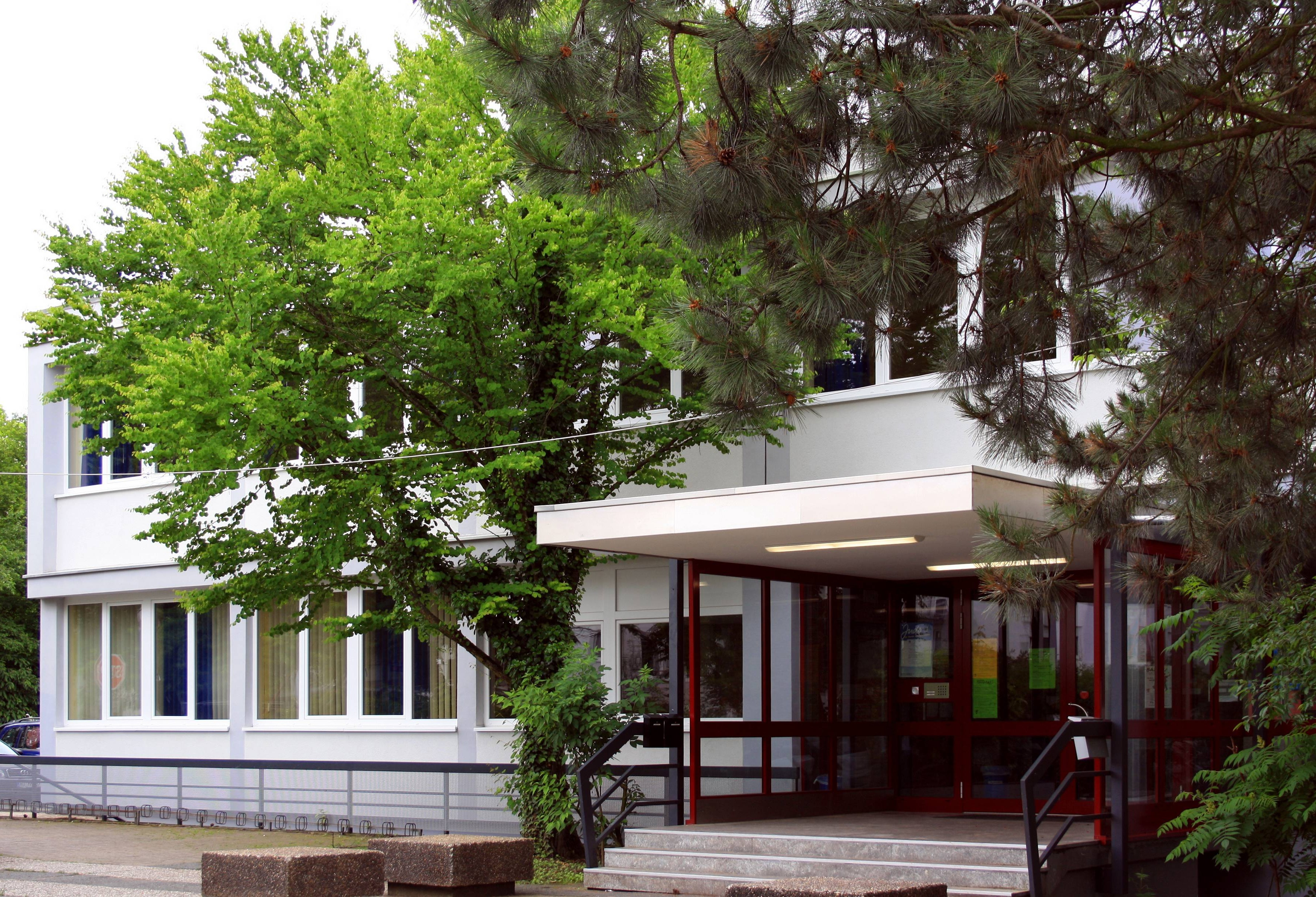
Friedrich-Ebert-Gemeinschaftsschule
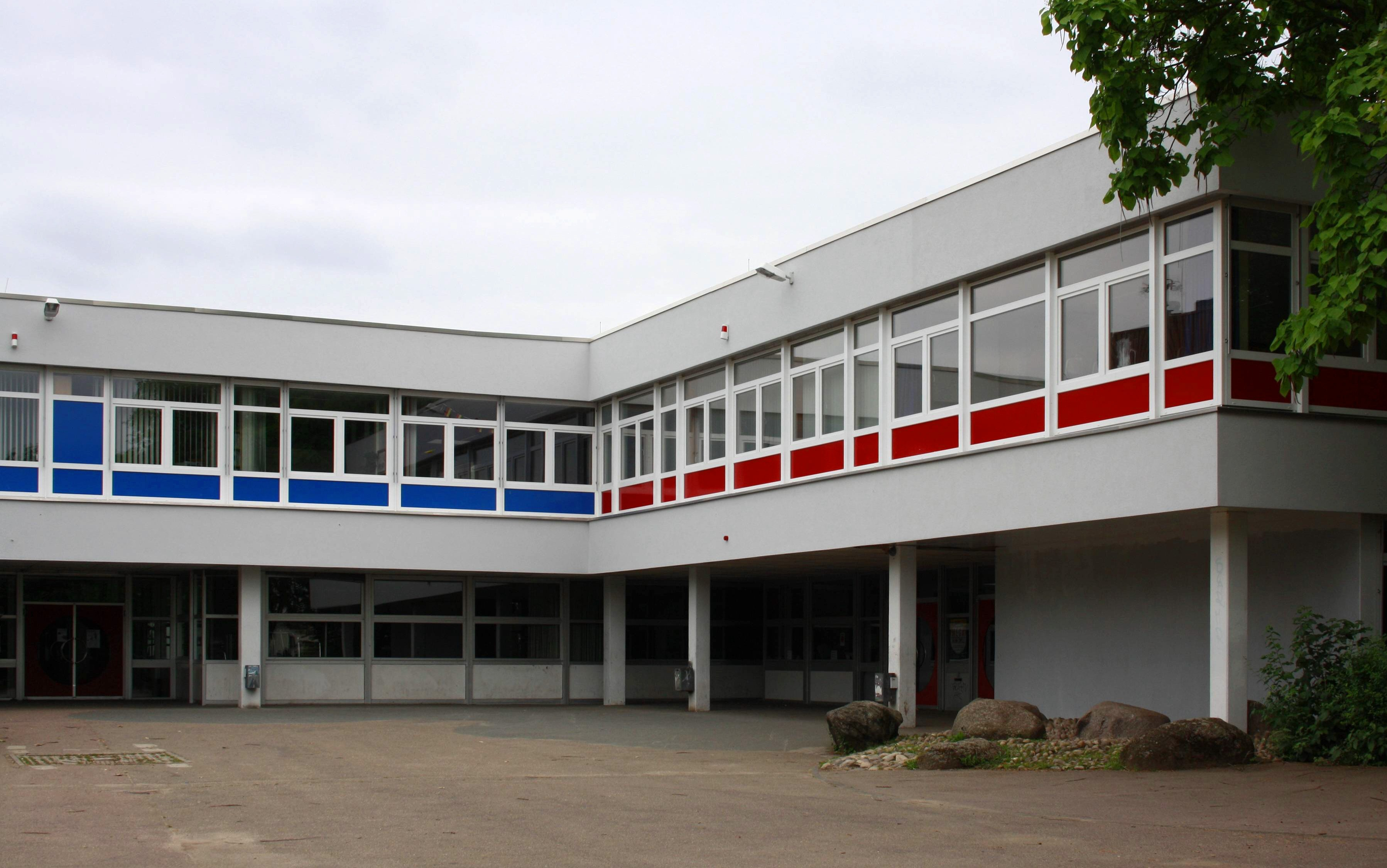
Humboldt-Realschule und Dietrich-Bonhoeffer-Gymnasium

## Wirtschaft und Infrastruktur

### Unternehmen und Wirtschaft

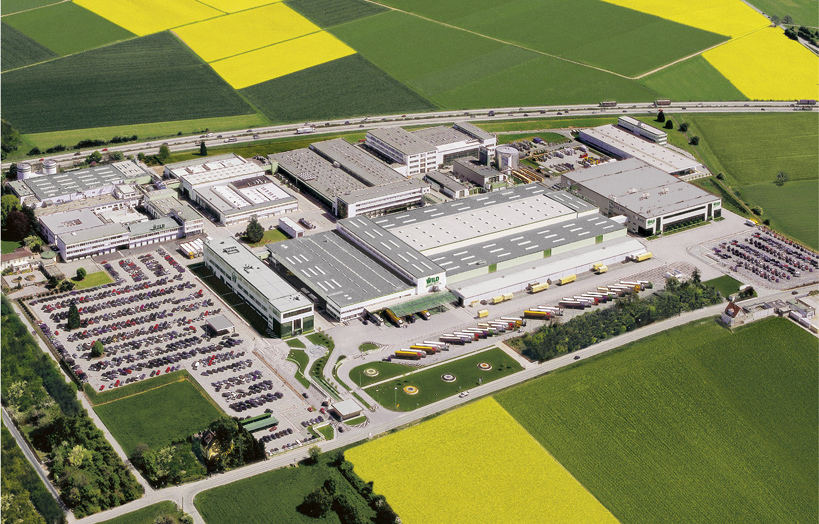
Rudolf-Wild-Werke in Eppelheim

In der Region ist Eppelheim noch heute als Maurerdorf bekannt, da überdurchschnittlich viele Eppelheimer seit Ende des 19. Jahrhunderts dem Beruf des Maurers nachgingen. So gab es 1903 etwa 500 Maurer, nicht zuletzt auf Grund des seit 1870 im benachbarten Heidelberg einsetzenden Baubooms.
Wie im ganzen nordbadischen Raum wurde auch in Eppelheim über Jahrhunderte Tabak angepflanzt.
Größter Arbeitgeber der Stadt sind die Rudolf-Wild-Werke im Süden mit circa 1.400 Arbeitsplätzen. Außerdem gilt die Firma durch ihre Gewerbesteuerzahlungen als wichtiger Faktor für den städtischen Haushalt.

### Energieversorgung
Seit 1908 wurde Eppelheim von der Stadt Heidelberg mit Gas, seit 1922 mit elektrischem Strom beliefert.
Seit 1989 lieferten die Stadtwerke Heidelberg als Ergänzung zum eigenen Wasserwerk Trinkwasser nach Eppelheim. Ab 2002 wurde die gesamte Betriebsführung der Eppelheimer Trinkwasserversorgung von dort übernommen, zunächst für drei Jahre.

### Verkehr

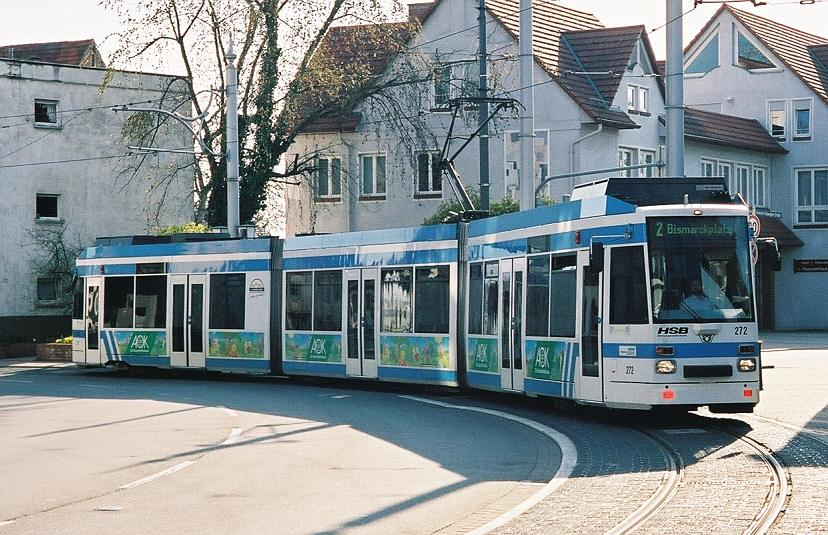
Straßenbahn in Eppelheim

Eppelheim liegt direkt an der Bundesautobahn 5 und wird mit dieser sowohl über die Anschlussstelle Heidelberg/Schwetzingen als auch die Anschlussstelle Heidelberg-Wieblingen der Bundesautobahn 656 verbunden.
Die Stadt wird durch die stark frequentierte Heidelberger Straßenbahnlinie 22 der Rhein-Neckar-Verkehr an die benachbarte Universitätsstadt Heidelberg und den weiteren Öffentlichen Nahverkehr angebunden. Der abgebaute weiterführende Teil dieser Straßenbahnstrecke nach Plankstadt und Schwetzingen wird heute als Buslinie 713 von der Busverkehr Rhein-Neckar betrieben. Ausschließlich innerhalb Eppelheims verkehrt die ebenfalls von der BRN betriebene Buslinie 732 als sogenannter City-Bus. Eppelheim gehört zum Tarifgebiet des Verkehrsverbunds Rhein-Neckar.
Am südlichen Stadtrand führte die 1967 stillgelegte Bahnstrecke Heidelberg–Speyer vorbei, an der Eppelheim seit 1870 über einen Bahnhof verfügte. Nordöstlich von Eppelheim führt die Bahnstrecke Heidelberg-Mannheim vorbei und bindet die Stadt über den Haltepunkt Heidelberg Pfaffengrund/Wieblingen an die S-Bahn RheinNeckar an.

## Feste und Feiern
- Heuwagenrennen, im Juli
- Kerwe, erstes Wochenende im Oktober
- Eppelheimer Weindorf, im Dezember

## Persönlichkeiten

### Ehrenbürger
- 1906: Jakob Neu (1836–1921), Oberlehrer von 1878 bis 1907
- Andreas Jäger, Bürgermeister 1919 bis 1933 sowie ab 1945 bis 1954
- 1979: Rudolf Wild (1904–1995), Unternehmer, Gründer der Wild Werke
- Alois Berberich (1913–2000), Zweiter Bürgermeister
- 1997: Leonie Wild (1908–2005), Mitgründerin der Wild Werke
- 2001: Inge A. Burck (1925–2021), Pädagogin
- 2003: Hans Stephan (1932–2020), Rektor a. D.
- 2006: Hans-Peter Wild (* 1941), Unternehmer
- 2017: Lothar Wesch, Alt-Stadtrat (SPD)[25]
- 2023: Trudbert Orth, Alt-Stadtrat (CDU)[26]

### Söhne und Töchter der Stadt
- Karl Ludwig Böhme (1803–1869), Oberamtmann und Abgeordneter
- Karl Friedrich Bender (1806–1869), Theologe, Erzieher, Vorsteher der Erziehungsanstalt für Knaben in Weinheim
- Jakob Ruppert (1896–1958), Inhaber einer Stahlbaufirma und Landtagsabgeordneter
- Heinrich Treiber von der Treib (1899–1977), Violinist und Komponist
- Heinrich Barth (1914–1997), Jurist und Politiker (CDU), Staatssekretär im Bundesministerium für Familie und Jugend
- Hans-Peter Wild (* 1941), Unternehmer, Jurist und Mäzen
- Wolfgang Ernst (1957–2025), Politiker (SPD), Oberbürgermeister von Leimen

### Persönlichkeiten, die in Eppelheim gewirkt haben
- Rudolf Walter (1918–2009), Organist, Komponist, katholischer Kirchenmusikdirektor und Hochschullehrer in Heidelberg, lebte und starb in Eppelheim
- Ernst Knoll (1940–1997), achtmaliger deutscher Meister und zweimaliger Olympiateilnehmer im Ringen
- Rainer Wild (* 1943), Unternehmer
- Wolfgang Ketterle (* 1957), aufgewachsen in Eppelheim, Träger des Nobelpreises für Physik (2001)
- Torsten Haß (* 1970), Schriftsteller, lebt und arbeitet in Eppelheim
- Daniel Mingrone (* 1980), Fußballspieler und -trainer, war als Spieler und Trainer bei der SG ASV/DJK Eppelheim aktiv
- Timo Staffeldt (* 1984), Fußballspieler, spielte für die SG ASV/DJK Eppelheim
- Jacqueline Otchere (* 1996), Leichtathletin, begann ihre Sportart beim ASV Eppelheim

## Sonstiges
Die Einwohner von Eppelheim heißen im Volksmund scherzhaft „Stallhasen“.